# Poul Erik Krogen
Poul Erik Krogen (Født lørdag den 4. december 1926 i Aalborg-Død tirsdag den 10. juli 1984 i Brædstrup (tidl. Ring sogn), Horsens) var pianist og historiefortæller af gamle Vendelbo-historier. Han voksede op i Aalborg, og en del af hans historier er med stor sandsynlighed hentet fra eller inspireret af hans barndom. Personerne som omtaltes i Poul Erik Krogens historier var næsten altid vendelboer og var gerne meget karikerede. De hed for det meste enten A.C. Nielsen eller A. Thomsen. Krogens vendelbohistorier er hvad nogle folk vil kalde for vandede vittigheder.
Krogen var ejer af restauranten "Den sorte gryde" (nu "Café Blitz") i Hjørring. Senere gik stedet dog neden om og hjem. Han er desuden kendt for at have mottoet "Å så' det ik' engang løwn".
Poul Erik Krogen medvirkede i Grenå-revyen "Ægte rødt" i 1978 på Grenå Sommerteater. Desuden lavede Danmarks Radio en række radioudsendelser fra Hirtshals Kro med Poul Erik Krogen og han udgav en række cd'er.
Eksempler på historier er følgende:
Husmand A.C. Nielsen sad oppe på Hirtshals Kro en dag der var pålandsvind. Han havde fået en del øl og en del snaps, og så siger han til servitricen: "A vil gern’ betål!". Servitricen svarer: "Det kan ikke betale sig. Du sparer seks kroner ved at købe hele snapseflasken". A.C. drikker derefter hele snapseflasken. Derefter går han sidelæns hjem til husmandsstedet, og konen sidder oppe og strikker, mens hun venter på manden. Da A.C. ser konen i sofaen, udbryder han rasende: "Ja, det er godt gjort. Jeg sidder nede på kroen og er ved at drikke mig ihjel for at spare seks kroner, og så sidder du her og brænder lys!"
Lille Mads er til regning i skoletimen. Lærerinden spørger Mads: "Hvis du får to landkaniner fra Oles far og to fra Pouls far, hvor mange kaniner har du så?". "Jeg har 5 kaniner." "Jamen Mads, nu har vi brugt hele vinteren til at lære, at 2 plus 2 er fire." "Ja, men jeg har én i forvejen!"